# Drappellone

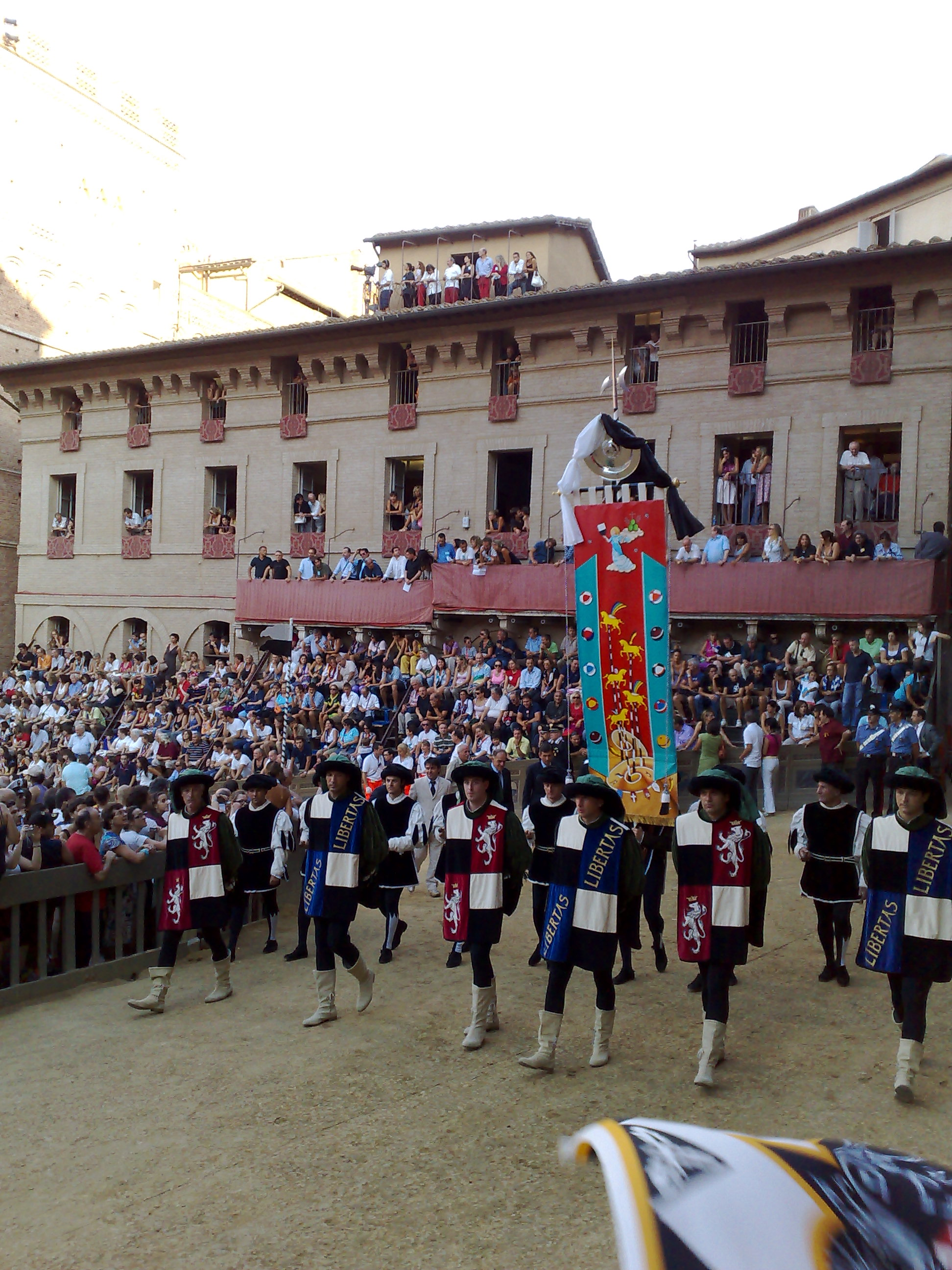
Il drappellone del Palio del 16 agosto 2009, realizzato da Giuliano Ghelli.

Il drappellone o Palio, chiamato dai senesi il "cencio", rappresenta il trofeo da consegnare alla Contrada vincitrice del Palio di Siena del 2 luglio e del 16 agosto.
Il Palio consiste in un dipinto originale su stoffa (seta) ed ha una dimensione particolare, quella di un rettangolo allungato; è sorretto in verticale su di un'asta alabardata bianca e nera e sormontato da un piatto d'argento e con due pennacchi bianchi e neri che scendono lateralmente. Il palio resta di proprietà della Contrada, così come l'asta e i pennacchi. Il piatto viene riconsegnato al Comune di Siena prima dei due Palii dell'anno successivo, dopo aver inciso il nome della Contrada e la data della vittoria nella parte posteriore. Esiste un piatto d'argento per il Palio di luglio e uno per il Palio d'agosto. I piatti vengono rinnovati all'incirca ogni dieci anni.
Il suo valore è unico, perché testimonia di un particolare periodo storico della città di Siena; ogni Palio ha riportato i simboli dei vari governi che l'hanno amministrata, dallo stemma del granducato di Lorena a quello dei Granduchi di Toscana, da quello sabaudo al Regno d'Italia, dall'epoca fascista alla Repubblica.
L'iter che un artista deve seguire nella realizzazione del Palio è rigido: si deve rispettare una precisa iconografia che prevede alcuni simboli sacri, in quanto il Palio di luglio è dedicato alla Madonna di Provenzano e quello di agosto all'Assunta. L'amministrazione provvede di volta in volta ad assegnare la pittura del Drappellone tramite concorso oppure, per motivi di opportunita o di urgenza, direttamente a un artista di fiducia (Art. 94 del Regolamento del Palio), solitamente a un senese per il 2 luglio, e a un artista di fama internazionale per il 16 agosto. Devono essere inoltre obbligatoriamente presenti gli stemmi del Comune, quelli dei Terzi della città, quello della provincia, quello della Repubblica di Siena e dei richiami ai simboli e/o ai colori delle 10 contrade in gara. Nessun limite invece sullo stile che l'artista può adottare. Viene presentato alla cittadinanza nel corso di una conferenza stampa nel Cortile del Podestà del Palazzo comunale una settimana circa prima della corsa ed è immediatamente oggetto di grande curiosità, in quanto si cerca di scorgere al suo interno dei particolari che "predìcano" quale sarà la contrada vincitrice.

## Pittori del Palio di Siena

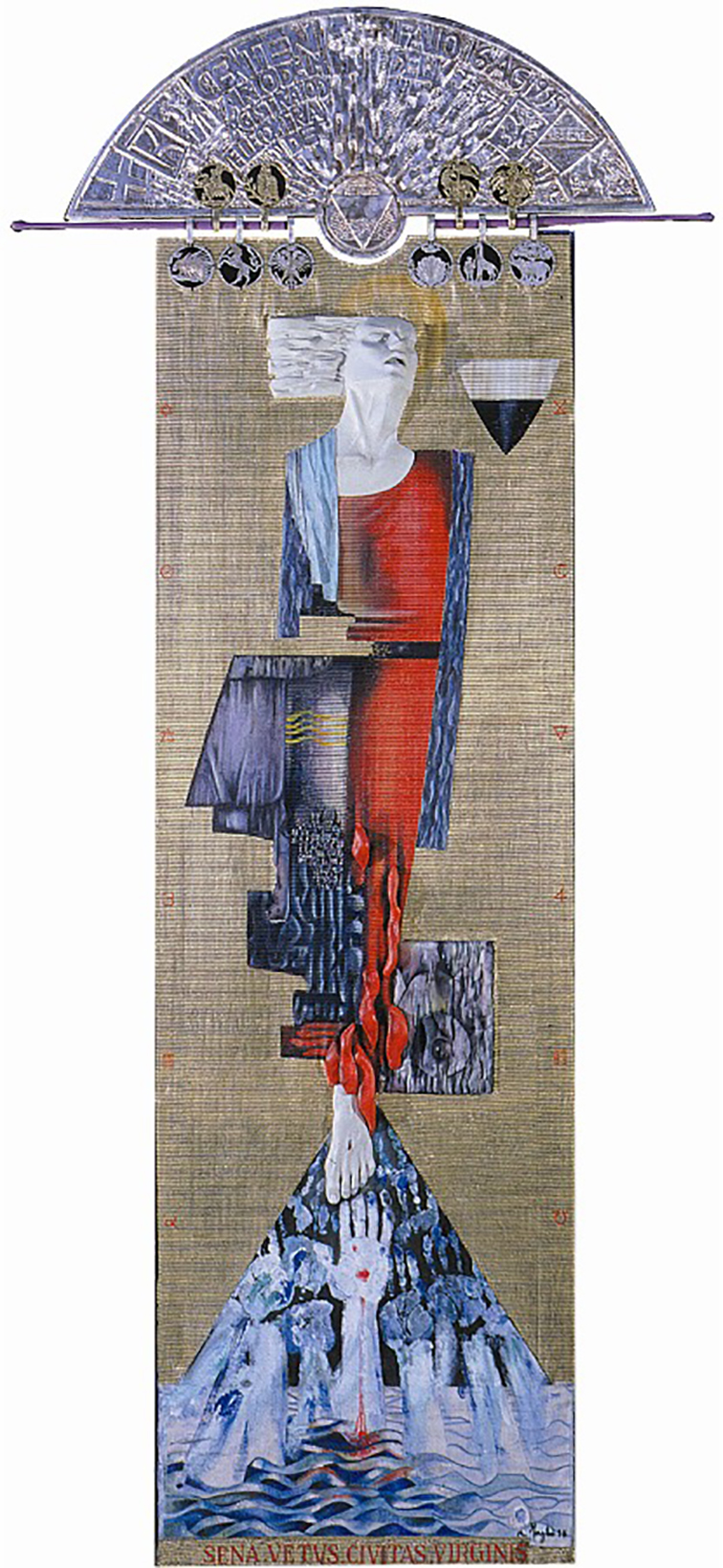
Drappellone del 16 agosto 1995, opera di Alberto Inglesi.

Di seguito l'elenco di tutti i pittori del Palio di Siena (conosciuti) dal 1881 ad oggi.
- 16 agosto 1881: Cesare Goretti
- 19 agosto 1894: Arturo Viligiardi
- 16 agosto 1895: Carlo Merlini
- 2 luglio 1896: Carlo Merlini
- 16 agosto 1896: Carlo Merlini
- 25 agosto 1896: Carlo Merlini
- 23 settembre 1896: Carlo Pachetti Leoni
- 4 luglio 1897: Carlo Merlini
- 16 agosto 1897: Carlo Merlini
- 3 luglio 1898: Carlo Merlini
- 16 agosto 1898: Carlo Merlini
- 2 luglio 1899: Pietro Loli Piccolomini - Carlo Merlini
- 16 agosto 1899: Pietro Loli Piccolomini - Carlo Merlini
- 2 luglio 1900: Pietro Loli Piccolomini - Carlo Merlini
- 9 settembre 1900: Pietro Loli Piccolomini - Carlo Merlini
- 2 luglio 1901: Pietro Loli Piccolomini - Carlo Merlini
- 16 agosto 1901: Pietro Loli Piccolomini - Carlo Merlini
- 2 luglio 1902: Pietro Loli Piccolomini - Carlo Merlini
- 16 agosto 1902: Pietro Loli Piccolomini
- 28 settembre 1902: Pietro Loli Piccolomini
- 2 luglio 1903: Pietro Loli Piccolomini
- 16 agosto 1903: Pietro Loli Piccolomini
- 17 aprile 1904: Pietro Loli Piccolomini - Carlo Merlini
- 3 luglio 1904: Pietro Loli Piccolomini
- 16 agosto 1904: Pietro Loli Piccolomini
- 2 luglio 1905: Carlo Merlini
- 16 agosto 1905: Pietro Loli Piccolomini
- 2 luglio 1906: Carlo Merlini
- 16 agosto 1906: Carlo Merlini
- 2 luglio 1907: Carlo Merlini
- 16 agosto 1907: Pietro Loli Piccolomini
- 18 agosto 1907: Carlo Merlini
- 3 luglio 1908: Umberto Giunti
- 16 agosto 1908: Carlo Merlini
- 4 luglio 1909: Carlo Merlini
- 16 agosto 1909: Nazzareno Venturini
- 17 agosto 1909: Corrado Potenti
- 3 luglio 1910: Aldo Piantini
- 16 agosto 1910: Aldo Piantini
- 13 settembre 1910: Corrado Potenti - Vittorio Emanuele Giunti
- 2 luglio 1911: Eraldo Giannettoni
- 16 agosto 1911: Aldo Piantini
- 2 luglio 1912: Vittorio Emanuele Giunti
- 16 agosto 1912: Vittorio Emanuele Giunti
- 2 luglio 1913: Vittorio Emanuele Giunti
- 16 agosto 1913: Aldo Piantini
- 25 settembre 1913: Vittorio Emanuele Giunti
- 2 luglio 1914: Vittorio Emanuele Giunti
- 16 agosto 1914: Vittorio Emanuele Giunti
- 2 luglio 1919: Aldo Piantini
- 16 agosto 1919: Umberto Giunti
- 17 agosto 1919: Primo Lavagnini
- 2 luglio 1920: Allievi dell'Istituto d'Arte
- 17 agosto 1920: Guido Masignani
- 2 luglio 1921: Maria De Maria
- 16 agosto 1921: Dario Neri
- 2 luglio 1922: Vittorio Emanuele Giunti
- 16 agosto 1922: Vittorio Zani
- 2 luglio 1923: Dino Rofi
- 16 agosto 1923: Vittorio Emanuele Giunti
- 2 luglio 1924: Vittorio Emanuele Giunti
- 16 agosto 1924: Vittorio Emanuele Giunti
- 2 luglio 1925: Guido Masignani
- 16 agosto 1925: Vittorio Emanuele Giunti
- 2 luglio 1926: Guido Masignani
- 16 agosto 1926: Vittorio Emanuele Giunti
- 2 luglio 1927: Guido Masignani
- 16 agosto 1927: Guido Masignani
- 2 luglio 1928: Umberto Giunti
- 16 agosto 1928: Guido Masignani
- 14 settembre 1928: Bruno Marzi
- 2 luglio 1929: Vittorio Emanuele Giunti
- 16 agosto 1929: Vittorio Emanuele Giunti
- 3 luglio 1930: Vittorio Emanuele Giunti
- 16 agosto 1930: Vittorio Emanuele Giunti
- 2 luglio 1931: Vittorio Emanuele Giunti
- 16 agosto 1931: Vittorio Emanuele Giunti
- 3 luglio 1932: Vittorio Emanuele Giunti
- 16 agosto 1932: Vittorio Emanuele Giunti
- 2 luglio 1933: Vittorio Emanuele Giunti
- 16 agosto 1933: Vittorio Emanuele Giunti
- 2 luglio 1934: Vittorio Emanuele Giunti
- 16 agosto 1934: Dino Rofi
- 2 luglio 1935: Bruno Marzi
- 16 agosto 1935: Bruno Marzi
- 2 luglio 1936: Bruno Marzi
- 16 agosto 1936: Dino Rofi
- 2 luglio 1937: Bruno Marzi
- 16 agosto 1937: Aldo Marzi
- 2 luglio 1938: Bruno Marzi
- 16 agosto 1938: Aldo Marzi
- 2 luglio 1939: Aldo Marzi
- 16 agosto 1939: Bruno Marzi
- 2 luglio 1945: Bruno Marzi
- 16 agosto 1945: Dino Rofi
- 20 agosto 1945: Dino Rofi
- 2 luglio 1946: Bruno Marzi
- 16 agosto 1946: Irio Sbardellati
- 18 maggio 1947: Enea Marroni - Italo Migliorini
- 2 luglio 1947: Bruno Marzi
- 16 agosto 1947: Guido Masignani
- 2 luglio 1948: Dino Rofi
- 16 agosto 1948: Bruno Marzi
- 2 luglio 1949: Dino Rofi
- 16 agosto 1949: Bruno Marzi
- 28 maggio 1950: Bruno Marzi
- 2 luglio 1950: Bruno Marzi
- 16 agosto 1950: Bruno Marzi
- 2 luglio 1951: Dino Rofi
- 16 agosto 1951: Irio Sbardellati
- 2 luglio 1952: Aleardo Paolucci
- 16 agosto 1952: Bruno Marzi
- 2 luglio 1953: Aleardo Paolucci
- 16 agosto 1953: Vasco Valacchi
- 2 luglio 1954: Enea Marroni
- 16 agosto 1954: Vasco Valacchi
- 5 settembre 1954: Bruno Marzi
- 2 luglio 1955: Vasco Valacchi
- 16 agosto 1955: Dino Rofi
- 2 luglio 1956: Bruno Marzi
- 16 agosto 1956: Vasco Valacchi
- 2 luglio 1957: Vasco Valacchi
- 16 agosto 1957: Bruno Marzi
- 2 luglio 1958: Dino Rofi
- 16 agosto 1958: Ezio Pollai
- 2 luglio 1959: Vasco Valacchi
- 16 agosto 1959: Vasco Valacchi
- 2 luglio 1960: Vasco Valacchi
- 16 agosto 1960: Vasco Valacchi
- 4 settembre 1960: Bruno Marzi
- 5 giugno 1961: Ezio Pollai
- 2 luglio 1961: Ezio Pollai
- 16 agosto 1961: Fiorenzo Ioni
- 2 luglio 1962: Bruno Marzi
- 16 agosto 1962: Vasco Valacchi
- 2 luglio 1963: Aleardo Paolucci
- 16 agosto 1963: Ezio Pollai - Plinio Tammaro
- 2 luglio 1964: Ezio Pollai - Plinio Tammaro
- 16 agosto 1964: Vasco Valacchi
- 2 luglio 1965: Ezio Pollai
- 16 agosto 1965: Francesco Lorenzini
- 2 luglio 1966: Mireno Ermini
- 17 agosto 1966: Bruno Marzi
- 2 luglio 1967: Ezio Pollai
- 16 agosto 1967: Mireno Ermini
- 24 settembre 1967: Bruno Marzi
- 2 luglio 1968: Bruno Marzi
- 16 agosto 1968: Mireno Ermini
- 2 luglio 1969: Bruno Marzi
- 16 agosto 1969: Enea Marroni
- 21 settembre 1969: Mario Bucci
- 2 luglio 1970: Carlo Semplici
- 16 agosto 1970: Mino Maccari
- 2 luglio 1971: Emilio Montagnani
- 16 agosto 1971: Renato Guttuso
- 2 luglio 1972: Oscar Staccioli
- 16 agosto 1972: Corrado Cagli
- 17 settembre 1972: Dino Decca
- 2 luglio 1973: Enzo Cesarini
- 16 agosto 1973: Gianni Dova
- 2 luglio 1974: Enzo Bianciardi
- 16 agosto 1974: Ugo Attardi
- 2 luglio 1975:  Sho Chiba
- 17 agosto 1975: Aligi Sassu
- 2 luglio 1976: Pier Luigi Olla
- 18 agosto 1976: Antonio Bueno
- 2 luglio 1977: Pier Luigi Olla
- 16 agosto 1977: Ernesto Treccani
- 3 luglio 1978: Marco Antonio Tanganelli
- 16 agosto 1978: Alberto Sughi
- 4 luglio 1979: Marco Salerni
- 16 agosto 1979: Domenico Purificato
- 2 luglio 1980: Aldo Minucci
- 17 agosto 1980: Antonio Possenti
- 7 settembre 1980: Bruno Saetti
- 2 luglio 1981: Mario Ghezzi
- 16 agosto 1981: Valerio Adami
- 2 luglio 1982: Cesare Olmastroni
- 16 agosto 1982: Arturo Carmassi
- 3 luglio 1983: Giuliano Vanni
- 16 agosto 1983: Renzo Vespignani
- 2 luglio 1984: Vita Di Benedetto
- 16 agosto 1984: Bruno Caruso
- 2 luglio 1985: Fabio Mazzieri
- 16 agosto 1985: Leonardo Cremonini
- 2 luglio 1986: Carlo Cerasoli
- 16 agosto 1986: Riccardo Tommasi Ferroni
- 13 settembre 1986: Salvatore Fiume
- 2 luglio 1987: Otello Chiti
- 16 agosto 1987: Ennio Calabria
- 2 luglio 1988: Gino Giusti
- 16 agosto 1988: Bruno Cassinari
- 2 luglio 1989: Giuseppe Ciani
- 16 agosto 1989:  Gérard Fromanger
- 2 luglio 1990:  Alison Roux
- 16 agosto 1990: Luca Alinari
- 3 luglio 1991: Carlo Pizzichini
- 16 agosto 1991:  Eduardo Arroyo
- 3 luglio 1992: Enzo Santini
- 16 agosto 1992: Domenico Paladino
- 2 luglio 1993: Massimo Lippi
- 16 agosto 1993: Ruggero Savinio
- 2 luglio 1994: Leo Lionni
- 16 agosto 1994: Sandro Chia
- 2 luglio 1995: Giovanni Ticci
- 16 agosto 1995: Alberto Inglesi
- 2 luglio 1996: Luciano Schifano
- 16 agosto 1996:  Joe Tilson
- 2 luglio 1997: Emilio Tadini
- 16 agosto 1997: Marco Borgianni
- 2 luglio 1998: Salvatore Mangione
- 16 agosto 1998: Claudio Maccari
- 2 luglio 1999:  Jean Michel Folon
- 16 agosto 1999: Paolo Scheggi
- 2 luglio 2000:  Jim Dine
- 16 agosto 2000: Alberto Positano
- 9 settembre 2000: Loris Cecchini
- 2 luglio 2001:  John Baptist Giuliani
- 16 agosto 2001: Silvano Campeggi
- 2 luglio 2002: Luigi Ontani
- 16 agosto 2002:  Fernando Botero
- 2 luglio 2003: Francesco Del Casino
- 16 agosto 2003: Andrea Rauch
- 2 luglio 2004: Emanuele Luzzati
- 16 agosto 2004:  Igor Mitoraj
- 2 luglio 2005: Rita Petti
- 16 agosto 2005:  Manolo Valdés
- 2 luglio 2006: Rita Rossella Ciani - Pia Bianciardi Venturini
- 16 agosto 2006: Tino Stefanoni
- 2 luglio 2007: Alessandro Grazi
- 16 agosto 2007: Ugo Nespolo
- 2 luglio 2008: Camilla Adami
- 16 agosto 2008: Mario Ceroli
- 2 luglio 2009: Eugenia Vanni
- 16 agosto 2009: Giuliano Ghelli
- 2 luglio 2010:  Alě Hassoun
- 16 agosto 2010: Franco Fortunato
- 2 luglio 2011: Tullio Pericoli
- 16 agosto 2011: Francesco Carone
- 2 luglio 2012: Claudio Carli
- 16 agosto 2012: Francesco Clemente
- 2 luglio 2013: Claudia Nerozzi
- 16 agosto 2013: Cesare Olmastroni - Cecilia Rigacci
- 2 luglio 2014: Rosalba Parrini
- 16 agosto 2014:  Ivan Dimitrov
- 2 luglio 2015: Francesco Mori
- 17 agosto 2015: Elisabetta Rogai
- 2 luglio 2016: Tommaso Andreini
- 16 agosto 2016:  Jean Claude Coenegracht
- 2 luglio 2017: Laura Brocchi
- 16 agosto 2017:  Sinta Tantra
- 2 luglio 2018: Emilio Giannelli
- 16 agosto 2018:  Charles Szymkowicz
- 20 ottobre 2018: Gian Marco Montesano
- 2 luglio 2019: Massimo Stecchi
- 16 agosto 2019: Milo Manara
- 2 luglio 2022:  Emma Sergeant
- 17 agosto 2022: Andrea Anastasio
- 2 luglio 2023: Roberto Di Jullo
- 16 agosto 2023: Marco Lodola
- 4 luglio 2024: Giovanni Gasparro
- 17 agosto 2024: Riccardo Guasco
- 2 luglio 2025 : Riccardo Manganelli
- 16 agosto 2025 : Francesco De Grandi